# 木曽駒ヶ岳大量遭難事故

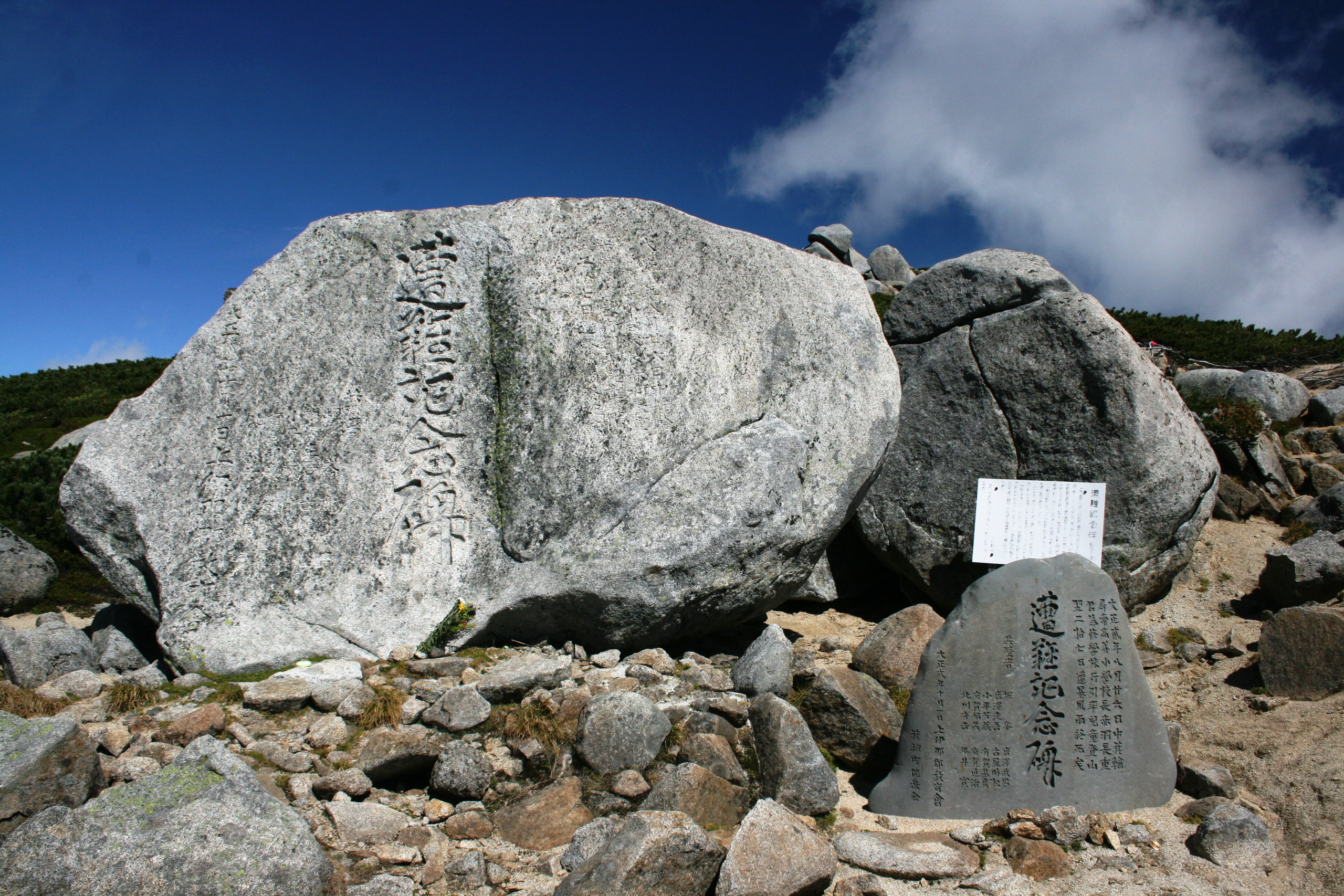
将棊頭山山頂直下に立つ遭難記念碑

木曽駒ヶ岳大量遭難事故（きそこまがたけたいりょうそうなんじこ）とは、1913年（大正2年）8月26日から翌日にかけて襲った台風による悪天候に巻き込まれ、木曽駒ヶ岳を集団宿泊的行事で登山中の教員・生徒ら38人が遭難、うち11人が将棊頭山付近で死亡した山岳遭難事故である。のちに作家の新田次郎がこの事件をモデルとして小説『聖職の碑』を著し、映画化もされた。

## 事故の経緯

### 8月26日
遭難したのは、集団宿泊的行事で入山していた長野県上伊那郡中箕輪村の中箕輪高等小学校（現在の箕輪町立箕輪中学校）二年生25人を含む総員38人の一行であった。引率者は校長の赤羽長重と部下の征矢隆得（訓導）、清水政治（准訓導）であり、一行には同窓会員の10人も加わっていた。
計画では8月26日午前5時に出発、内ノ萱から行者岩、将棊頭山を経て濃が池へ至り、中岳の稜線を通って木曽駒ヶ岳に登頂、山頂付近で野営し、27日午後に下山・帰校の予定であった。
予定よりも遅い午前5時40分頃に出発、当初は夏の暑さの方が問題視され、内ノ萱に10時40分に着いた際に、暑さを避けるために正午までの長めの休憩を取ることになった。
休憩中に一時雲が垂れ込めて雨が降り、嫌な予感を感じた赤羽校長は「帰ろうではないか」と提案したという。しかし、複数の生徒が「帰らぬ、帰らぬ」と反発して勝手に出発を始め、しかも雨が次第に収まったことからなし崩し的に登山が再開されたという。
折悪しく出発後に動き出した台風により急速に天候が悪化し、行程に遅れが出たこともあって、頂上付近へ到達したのは午後8時という非常に遅い時間だった。この頃にはすでに暴風雨になっていたため小屋（現在の宝剣山荘）に避難するが、小屋の損傷が激しく焚き火をするための燃料もなかったため暖をとれなかった。

### 8月27日
一同は午前9時ごろまで小屋の中で耐えるものの暴風雨は収まらず、生徒の一人、平井實が低体温症で死亡する。さらに唐澤武雄、古屋時松の二人が低体温症で人事不省の状態に陥ったことから下山を決定する。清水訓導が固く小屋を出ることを禁じていたが、パニックを起こした生徒が飛び出したという説もある。征矢訓導が救助を求めるために先行し、赤羽校長が唐澤を、清水訓導が古屋を背負い小屋を後にした。濃ヶ池付近まで到達したところでさらに寒気と風雨が強まったことで唐澤が息を引き取り、赤羽校長も力尽きた。清水訓導が背負っていた古屋も死亡する状況の中で必死の下山を続け、ようやく高木のある樹林帯までたどり着くが、指導者である校長が死亡し、二人の訓導も前後に大きく離れてしまったため生徒や同窓会員たちは自分の判断で行動するしかなかった。生徒たち20人余りは死の危険を冒しながら午後1時頃にようやく内ノ萱にたどり着き、村人たちの救護を受けた。
遭難の急報を受けた内ノ萱と周辺の村ではすぐに救助隊が組織され、中箕輪駐在所の茂木巡査をはじめとする20人が出発。伊那警察署から40人の捜索隊が組織され、郡役所からも書記と医師が、字横尾からも20数名が、赤穂分署から巡査3人と補助の人夫数人が出発した。中箕輪村の8箇所の消防夫600-700人も捜索のため集められた。

### 8月28日
午前1時に第一次捜索隊が出発し、安否不明者の捜索が行われた。この捜索隊により唐澤武雄と赤羽校長が収容された。
午前7時に170人近い大人数からなる第二次捜索隊が出発し、午前11時ごろ内の萱付近で迷っていた有賀繁雄、小嶋覚の二人を発見した。二人は下山中に道に迷い、登ってきた道ではなく権現づるねの稜線を下って内ノ萱の近くまで到達したものと思われた。また、低体温症で倒れている清水訓導と生徒二人を救助したほか、5人の遺体を発見・収容したが、生徒の1人、唐澤圭吾だけは行方知れずのままであった。

### 後日譚
1914年（大正3年）8月15日、将棊頭山と濃が池の中間点に上伊那郡教育会による遭難記念碑が建てられた。教育会は死者の霊を慰める慰霊碑ではなく、事故を風化させないように記念碑として建立したという。その後、記念碑自体の風化のため、2004年（平成16年）に隣に同一内容の新しい碑を立てている。
1925年（大正14年）7月25日、遭難者の13回忌に先だって中箕輪高等小学校の2年生50名が慰霊登山を行った。翌26日、慰霊目的も兼ねた第1回の駒ヶ岳登山マラソンが開催されたが、観客の1人が駒飼ノ池近くのハイマツ林で白骨を発見、遺留品から最後まで発見できなかった唐澤圭吾の遺骨と判明し、最終的な死者は11名となった。
現地ではこの登山の責任者である赤羽校長は激しく非難されることになり、葬儀すら行えなかったという。当時、登山を趣味とする学生であった作家の春日俊吉は旅行中に伊那に立ち寄ってこの事故を調査し、この事故は想定外の天候急変によるところが大きく、赤羽校長の判断ミスはあったとしても教職としての責任を全うしており過大に責められるべきではないと考えて赤羽邸を弔問した。その後、春日は生涯をかけて遭難事故の記録と分析作業に尽くすことになった。また、新田次郎も後に『聖職の碑』を著し、赤羽の教職としての立場と責任を世に問うことになる。

## 事故の原因・要因・背景
この遭難事故は「気象遭難」に分類されるものであり、（天候判断のミスおよび撤退判断の遅れ・欠如などにより）厳しい気象条件下に晒される状態に陥り低体温症を引き起こしたことが主な要因である。
- 経費の削減のために過去の登山では同行させていた案内人をつけず、また事前の下見登山をしなかった。案内人の助言や破損した山小屋の情報があれば、登山が実施されたとしても撤退判断が促されていた可能性はある[5]。
- 出発前日は好天だったが強力な台風が北上しており、伊那地方は直撃こそしなかったものの高所の影響もあって山頂付近は凄まじい暴風となっていた。なお、この台風は関東地方を直撃し、多摩川の六郷橋が流失、荒川も氾濫するなどの大被害を出している。なお、当時の天気図に基づいた分析では、双子台風であった可能性も指摘されている[6]。
- いわゆる純然たるレクリエーションのための登山ではなく、鍛練や教育効果を狙った学校の集団登山のため、山頂付近で露営など中学生相当の年齢の登山としては余裕のない計画であった。長時間行動し疲労したところに暴風雨に晒されれば、3,000m近い標高の低温もあって容易に低体温症になった。
- 避難した山小屋は損傷がひどく風雨が吹き込んだうえ、登山道の途中にも避難小屋など風雨を避け体力を温存・回復できる場所がなかった[注釈 2]。この事故を教訓に将棊頭山の直下に避難用の石室が設置され、増改築を繰り返して西駒山荘となった。
- 風雨が収まるまで山小屋に留まるべきであった。ただし、生徒がパニック状態になって飛び出したとする報道が事実とすれば、教師側はこれを制止するのは困難で、なし崩し的に下山するしか選択肢がなくなっていた可能性が高い[7][5]。
- 新田次郎は『聖職の碑』の中で当時の長野県の教育界で激しかった白樺派教育と反対派の対立を背景との1つとして描いているが、対立が事故に及ぼしたとする裏付けはないとして関連づけに慎重な見方もある[8]。
- 当時の気象学の技術では台風の進路の予想までは困難であり、登山者の観天望気によって風雨の到来を予想する必要があった。赤羽校長も小雨が降り出したときに一瞬迷ったという証言があるため、ここで決断が出来ていればという指摘もある[6]。